# Lasówka nadwodna
Lasówka nadwodna (Parkesia noveboracensis) – gatunek małego, wędrownego ptaka z rodziny lasówek (Parulidae). Nie jest zagrożony.

## Systematyka
Międzynarodowy Komitet Ornitologiczny uznaje ten gatunek za monotypowy, choć jeszcze autorzy Handbook of the Birds of the World wyróżniali 3 podgatunki: nominatywny, notabilis i limnaeus.

## Morfologia
Długość ciała 12,5–15 cm. Długa, płowa brew. Wierzch ciała oliwkowobrązowy; spód żółtawopłowy, z drobnymi, ciemnobrązowymi plamkami na gardle, większymi plamami i kreskami na bokach, piersi.

## Zasięg, środowisko
Chłodne, ciemne, bagienne lasy, zakrzaczone bagna, brzegi strumieni, przyjeziorne zarośla, od górnej granicy lasu (Alaska, północna Kanada) po północno-wschodnie i północno-zachodnie USA. Zimę spędza od Meksyku i południowej Florydy przez Amerykę Środkową (w tym Karaiby) po północną część Ameryki Południowej. Podczas migracji pojawia się we wszystkich rodzajach siedlisk podmokłych, w tym w bagnach namorzynowych. Na zimowiskach przebywa w namorzynach i wilgotnych lasach.

## Zachowanie
Wyprowadza 1 lęg w sezonie. Gniazdo usytuowane jest w korzeniach powalonych drzew, w kępach roślinności w pobliżu wody lub w zagłębieniach na brzegach strumieni. Na dalekiej północy pary budują gniazda na terenach podmokłych w zaroślach wierzbowych. Gniazdo to płytka miseczka, często ukryta wśród roślinności, przykryta od góry a otwarta z boku, z wejściem niekiedy wyłożonym liśćmi. Wykonane jest z łodyg traw, gałązek, igieł sosnowych, mchów i korzonków, wyłożone sierścią zwierzęcą i drobnymi trawami. Samica składa 4–5 jaj, czasami 3 lub 6. Również ona zajmuje się inkubacją, która trwa 12–13 dni. Karmieniem piskląt zajmują się oboje rodzice. Młode opuszczają gniazdo po około 10 dniach od wyklucia, po kolejnym tygodniu umieją już dobrze latać.
Zjada głównie larwy i dorosłe owady (m.in. widelnice, jętki, chruściki, mrówki i ryjkowce), a także pająki, ślimaki, małże, małe ryby i salamandry. Żeruje na ziemi lub w płytkiej wodzie, zbiera ofiary z powierzchni wody lub spod wody, z błota, mokrych liści lub roślinności, z kłód lub skał. Czasami łapie owady w locie lub z niskiej roślinności, skacząc lub zawisając w powietrzu.

## Status
IUCN uznaje lasówkę nadwodną za gatunek najmniejszej troski (LC, Least Concern) nieprzerwanie od 1988 (stan w 2020). Organizacja Partners in Flight szacuje liczebność populacji na 17 milionów dorosłych osobników.